# مركز داخ للفن المعاصر
مركز داخ للفن المعاصر (بالأوكرانية: Центр Сучасного Мистецтва «ДАХ»)، هو مسرح مستقل ومكان موسيقي في مدينة كييف، أوكرانيا يقع في شارع فيليكا فاسيلكيفسكا. افتتح المسرح عام 1994 وكان أول مخرج له فلاديمير أوهلوبلين، كان المسرح موطنًا للعديد من المجموعات بما في ذلك مجموعة داخ بارخا ومجموعة بنات داخ ومجموعة الأوبرا الجديدة NovaOpera وكيشو CESHO. وأصبح المسرح اليوم برئاسة فلاديسلاف ترويتسكي.

## معلومات عامة
يقع مسرح داخ في حي هولوسيفسكي في ساحة ليبيدسكا بالقرب من محطة متروليبيديسكا ويشغل المسرح الطابق الأرضي من مبنى متعدد الطوابق.

## تاريخ
افتتح مركز داخ للفنون المعاصرة في 12 نوفمبر 1994 من قبل فلاديسلاف ترويتسكي، الذي لم يربط في ذلك الوقت مصيره بقصد الانخراط بجدية في المسرح والفن.كان فولوديمير أوجلوبلين (1915-2005) أول مدير لمسرح داخ. في عام 2004 تأسست المجموعة العرقية داخ برخا. وأصبح المسرح منذ العام 2007 المنظم الأساسي في المهرجان الدولي للفن المعاصر غوغول فيست، وتأسست فرقة فتيات داخ عام 2012، فيما تأسست فرقة كيشو عام 2016.

## العروض
- «تقريباً مسرحية تقريباً لبيرانديللو. إحياء» استنادًا إلى أعمال لويجي بيرانديللو، من إخراج فلاديسلاف ترويتسكي

- «وسادة الرجل» مستوحاة من مسرحية ماك دوناف من إخراج فلاديسلاف ترويتسكي (العرض الأول 22 فبراير 2009)

- «مسرح ميديا» مستوحى من مسرحية كليم إخراج فلاديسلاف ترويتسكي (العرض الأول 21 فبراير 2009)

- «اللافقاريات. المساء للأشخاص الذين يعانون من ضعف في الوقوف» مستوحى من مسرحية آي لاوسوند من إخراج فلاديسلاف ترويتسكي (العرض الأول - 13 مارس 2008)

- «الذهان 4.48» مستوحى من مسرحية سارة كين إخراج فلاديسلاف ترويتسكي (العرض الأول - يناير 2008)

- «آنا» بناء على مسرحية يو. كلافديرا إخراج فلاديسلاف ترويتسكي (العرض الأول - ديسمبر 2007)

- «مشهد ميلاد الحب، أو ديكاميرون الأوكراني» مستوحى من مسرحية كليم وإخراج فلاديسلاف ترويتسكي

- «زواج»، بناء على مسرحية نيكولاي غوغول - إخراج فلاديسلاف ترويتسكي

- مشروع أوكرانيا الصوفي - "مقدمة لـ" ماكبث "(عمل غامض). بمشاركة عرقية "داخبراخا" من المجموعة. مدير فلاديسلاف ترويتسكي.
- مشروع أوكرانيا الصوفي - الجزء الثاني من دورة «شكسبير» ريتشارد الثالث. مقدمة «بمشاركة» داخ بارخا ومديرها فلاديسلاف ترويتسكي
- مشروع أوكرانيا الصوفي - الجزء الثالث من دورة «شكسبير» "الملك لير" بمشاركة "داخ براخاومديرها فلاديسلاف ترويتسكي
- مشروع فلاديسلاف ترويتسكي القائم على مسرحيات KLIM «... سبعة أيام مع أحمق...» أو فصول غير موجودة من رواية فيودور دوستويفسكي «الأبله»:

1. اليوم الأول «أداء حزين» على مسرحية KLIM «لا... هو... أنا...» المخرج فلاديسلاف ترويتسكي
2. اليوم الثاني «... مترجم صراع الفناء....» - مقتبس عن مسرحية KLIM وإخراج فلاديسلاف ترويتسكي
3. اليوم الثالث «الملاك الساقط» - استنادًا إلى مسرحية KLIM «... I ... SHE ... THEY ... HE ... أوالملاك الساقط» للمخرج فلاديسلاف ترويتسكي
4. اليوم الرابع "... Bes-son-Nice ..." وفقًا لمسرحية KLIM «Bes-son-Nice. وكان هناك مساء وكان هناك صباح: اليوم الرابع» من إخراج فلاديسلاف ترويتسكي
5. اليوم الثامن "… Idiot" استنادًا إلى مسرحية تحمل الاسم نفسه من تأليف KLIM وإخراج فلاديسلاف ترويتسكي

- «أحلام الطريق الضائع» من إخراج فلاديسلاف ترويتسكي مع داكابراخا - فوضى عرقية للفرقة

- «الحماية» مستوحى من مسرحية Ani Gilling للمخرج فارفارا

- «مقرف» مستوحى من مسرحية لماريوس فون ماينبورغ من إخراج فلاديسلاف ترويتسكي

- "أوديب. بيت الكلب " بحسب مسرحيات: سوفوكليس "أوديب الملك" (ترجمة إيفان فرانكو) KLIM "Doghouse. معاداة اليوتوبيا من حياة الأغلبية الصامتة المدير - فلاديسلاف ترويتسكي

- "KLIM SLOW ART SET"، استنادًا إلى مسرحيات KLIM
- «حلم أليس»، بناء على مسرحية KLIM
- «مفارقات الجريمة»، مستوحى من مسرحية KLIM
- «آنا كارنينا»، بناء على مسرحية KLIM

## فرقة

### 1994-2004
- فلاديسلاف ترويتسكي
- تاتيانا فاسيلينكو
- اناتولي تشيركوف
- ايلينا ليسنيكوفا
- أليكسي إليوشينكو
- فيكتور أوكونكو
- ناتاليا بيرشيشينا
- آنا كوزينا
- الكسندر بريشيبا
- ايلينا كوشنريفا
- يوليانا لاجودينكو
- ليودميلا بليتينيتسكا
- أرتيم ألكسين
- بافلو بيكيتوف
- تاتيانا نادل
- أوليج زايتسيف
- الكسندر سنيجوروفسكي
- آنا ريباك
- تاتيانا تيريشينكو
- بافلو يوروف

### 2002-2014
- تاتيانا ترويتسكايا
- ايرينا جوربان
- ماركو جالانفيتش
- ناتالكا بيدا
- ديمتري ياروشينكو
- إيغور بوستولوف
- سولوميا ميلنيك
- فلاديمير مينينكو
- روسلانا خازيبوفا
- كرز
- زو
- نينا جورينيتسكا
- أولينا تسيبولسكا
- إيرينا كوفالينكو
- فيكتوريا ليتفينينكو
- رومان ياسينوفسكي
- داريا بوندريفا
- ديمتري كوستيومينسكي
- فاسيلي بيلوس
- أولكساندرا أولينيك
- آنا نيكيتينا
- فيرا كليمكوفيتسكا
- تاتيانا جافريليوك
- ماريا فولكوفا
- ليدا بيتروفا
- آنا بريوس
- آنا خوخلوفا
- أناستاسيا شيفتشينكو
- سيرجي دوفجوليوك
- أندريه دوشني
- ميكولا بوندارتشوك
- أليكسي بحاجة
- الماموث
- مكسيم ديمسكي
- ناتاليا بيرشيشينا
- أندريه بالاتني
- آنا أخريمتشوك
- سيرجي أوكرمتشوك
- يوجين بول
- سيميون براين

### 2016 - حتى الآن
- تاتيانا ترويتسكايا
- ايلينا ليسنيكوفا
- أندريه بالاتني
- فيرا كليمكوفيتسكا
- إيغور ديموف
- سيميون كيسلي
- فلاديمير لوتيكوف
- فلاديمير رودينكو
- الكسندرا إنديك
- الكسندر مارتينينكو
- ماروسيا إيونوفا،
- ماريشكا شتيربولوفا
- كاترينا بيتراشوفا
- ناديا جولوبتسوفا
- إيغور ميتالنيكوف
- فلاديسلاف غوغول
- سونيا باسكاكوفا
- ميكولا ستيفانيك
- خريستينا سلوبوديانيوك